# Battaglia di Tourane
La battaglia di Tourane del 15 aprile 1847 fu uno scontro navale avvenuto durante il regno dell'imperatore vietnamita Thiệu Trị (1841-1847), durante il quale si verificò un notevole peggioramento delle relazioni tra Francia e Vietnam. Le navi da guerra francesi Gloire e Victorieuse, che erano state inviate a Tourane (attuale Đà Nẵng) per negoziare il rilascio di due missionari cattolici francesi, furono attaccate senza preavviso da alcune navi vietnamite. Le due navi francesi contrattaccarono, affondando quattro corvette vietnamite, danneggiandone gravemente una quinta. In risposta a questa e ad altre provocazioni, i francesi decisero infine di intervenire attivamente in Vietnam e un decennio dopo diedero il via alla campagna di Cocincina (1858-1862), a seguito della quale ebbe inizio il dominio coloniale francese in Vietnam.

## Contesto
I missionari francesi erano attivi in Vietnam fin dal XVII secolo e alla metà del XIX secolo c'erano forse 300000 cattolici convertiti in Annam e Tonchino. La maggior parte dei vescovi e dei sacerdoti erano francesi o spagnoli. I vietnamiti non amavano questa grande comunità cristiana guidata da stranieri e ne sospettava, mentre i francesi, dal canto loro, cominciarono a sentirsi responsabili della sua sicurezza. Durante i regni degli imperatori vietnamiti Minh Mạng (1820 –1841) e Thiệu Trị (1841 –1847), ai missionari cattolici fu proibito di vivere e lavorare in Vietnam e diversi di loro furono banditi o, a volte, giustiziati.
I capitani delle navi francesi che si trovavano in Estremo Oriente ricevettero l'ordine di negoziare con le autorità vietnamite quando si verificavano questi casi. In due occasioni intervennero con notevole successo. Il 25 febbraio 1843 il capitano di fregata Favin-Lévêque, al comando della nave da guerra francese Héroine, ancorò al largo di Tourane ed trattò il rilascio di cinque missionari detenuti a Huế da due anni. Dopo lunghi e frustranti negoziati, i cinque missionari furono rilasciati. Nel 1845 la corvetta francese Alcmène, al comando del capitano di fregata Fornier-Duplan, si recò a Tourane per chiedere il rilascio di Dominique Lefèbvre, il vicario apostolico francese della Bassa Cocincina, che era tenuto prigioniero a Huế. Anche in questo caso i vietnamiti accolsero la richiesta francese e Lefèbvre fu rilasciato.

## La battaglia
Nel 1847 Lefèbvre rientrò segretamente in Vietnam e fu imprigionato insieme a un altro missionario, Duclos. L'arresto dei due missionari provocò un ulteriore scontro tra i governanti vietnamiti e i comandanti delle navi della marina francese incaricate di proteggere gli interessi dei cattolici in Vietnam.
Nel marzo 1847 l'ammiraglio Cécille (che aveva già ordinato l'intervento del 1845) inviò a Tourane la fregata da 54 cannoni Gloire, al comando del capitano di vascello Augustin de Lapierre, e la corvetta da 24 cannoni Victorieuse, al comando del capitano di fregata Charles Rigault de Genouilly, con il compito di negoziare la liberazione dei due missionari francesi imprigionati e di ottenere l'impegno delle autorità vietnamite a consentire la libertà di culto ai cattolici in Vietnam.
Probabilmente i vietnamiti consideravano il ritorno di Lefèbvre in Vietnam come una deliberata provocazione dei francesi e quindi i negoziati si trascinarono senza risultato. Secondo i francesi, invece, i vietnamiti tirarono per il lungo i negoziati allo scopo di guadagnare tempo e radunare una flotta. Il colonnello Auguste Thomazi, lo storico della conquista francese dell'Indocina, sostenne addirittura che i vietnamiti tentarono di uccidere a tradimento gli ufficiali francesi:
Il 15 aprile 1847 sei corvette vietnamite attaccarono le due navi francesi nella baia di Tourane. Thomazi ha dato la seguente descrizione della battaglia:
Nella breve azione, i francesi affondarono quattro corvette vietnamite e ne danneggiarono una quinta, infliggendo quasi 1200 perdite ai marinai vietnamiti.
Secondo fonti vietnamite, il bilancio delle perdite vietnamite fu di cinque navi affondate, due ufficiali uccisi, più di quaranta altri morti, più di 90 feriti e 104 dispersi Secondo Taylor (2013) i francesi ebbero un morto e un ferito, i vietnamiti 40 morti e affogati, 90 feriti e 104 dispersi.
Lefèbvre fu rilasciato dalle autorità vietnamite prima o poco dopo la battaglia (le fonti differiscono).

## Conseguenze
La sconfitta navale vietnamita a Tourane dimostrò l'evidente superiorità tecnologica delle navi da guerra francesi sulle antiquate navi della flotta vietnamita. Agli occhi di molti vietnamiti più avvertiti, l'esito della battaglia dimostrò che la cieca adesione del regno ai valori e alle tradizioni del passato lo aveva lasciato dolorosamente vulnerabile alla coercizione europea. Ciò stimolò le richieste di modernizzazione.
La persecuzione dei cristiani fornì alla Francia un pretesto per attaccare il Vietnam. La tensione crebbe gradualmente. Durante gli anni 1840 la persecuzione dei missionari cattolici in Vietnam provocò solo sporadiche rappresaglie francesi, come quella intrapresa da de Lapierre e Rigault de Genouilly nel 1847. Nel 1857, tuttavia, l'esecuzione di due missionari cattolici spagnoli da parte dell'imperatore Tự Đức portò a un vero e proprio intervento militare francese in Vietnam. Nel settembre 1858 una spedizione navale franco-spagnola sbarcò aTourane. Il suo comandante era l'ammiraglio Charles Rigault de Genouilly, uno dei due capitani di marina francesi coinvolti nell'incidente del 1847. La conseguente campagna di Cocincina inaugurò l'era del dominio coloniale francese in Vietnam.